# 14e étape du Tour d'Italie 2022
Pour un article plus général, voir Tour d'Italie 2022.
La 14e étape du Tour d'Italie 2022 se déroule le samedi 21 mai 2022 de Santena (Piémont) à Turin (Piémont), en Italie, sur une distance de 147 km.

## Parcours
Cette étape courte (147 km) est pour le moins très accidenté. Au départ de Santena, l'itinéraire traverse l'unique plaine de la journée, en direction de Castiglione Torinese. Ensuite, la route s’élève vers Il Pilonetto (3,6 km à 7,2 %, 3C), avant de rejoindre le circuit long de trente-six kilomètres, avec les montées de Superga (5 km à 8,6 %, 2C) et du Colle della Maddalena (3,5 km à 8,1 %, 2C), à réaliser à deux reprises. Une descente technique mène jusqu’à l’arrivée à Turin, au bord du Pô. Deux sprints intermédiaires jonchent le parcours, au Monument Fausto Coppi (km 76,2) et au Parco del Nobile (km 142,5).
La victoire d'étape devrait se jouer entre baroudeurs et grimpeurs.

## Déroulement de la course
Dès le kilomètre zéro, de nombreux coureurs sont intéressés pour prendre l'échappée, à commencer par le Néerlandais Mathieu van der Poel (Alpecin-Fenix), repris après douze kilomètres d'effort solitaire par un peloton désorganisé.
Après plus de quinze kilomètres de course, un groupe de cinq coureurs parvient à prendre de l'avance, avec : le Français Anthony Perez (Cofidis), les trois Italiens Alessandro Covi (UAE Emirates), Alessandro Tonelli (Bardiani CSF Faizanè) et Simone Ravanelli (Drone Hopper-Androni Giocattoli) et le Néerlandais Oscar Riesebeek (Alpecin-Fenix). Ils sont repris cinq kilomètres plus tard.
Après vingt-cinq kilomètres de course, une échappée fleuve semble bien partie, avec neuf coureurs : l'Australien Chris Hamilton (DSM), les deux Belges Sylvain Moniquet (Lotto-Soudal) et Mauri Vansevenant (Quick-Step Alpha Vinyl), le Colombien Harold Tejada (Astana Qazaqstan), le Danois Magnus Cort Nielsen (EF Education-EasyPost), l'Espagnol Oier Lazkano Lopez (Movistar), le Français Nicolas Prodhomme (AG2R Citroën), l'Italien Lorenzo Rota (Intermarché-Wanty-Gobert Matériaux) et Oscar Riesebeek. Ils sont repris après quatorze kilomètres. Dans le peloton, les premiers sprinteurs sont décramponnés, à l'instar du Français Arnaud Démare (Groupama-FDJ).
Au sommet d'Il Pilonetto, l'Italien Diego Rosa (Eolo-Kometa) passe en tête, devant le Lituanien Ignatas Konovalovas (Groupama-FDJ), l'Américain Joe Dombrowski (Astana Qazaqstan) et l'Italien Filippo Zana (Bardiani CSF Faizanè), avec moins de dix secondes d'avance sur le peloton, du moins ce qu'il en reste. Les quatre coureurs de front sont rejoints par l'Allemand Ben Zwiehoff (Bora-Hansgrohe), les deux Colombiens Diego Camargo Pineda (EF Education-EasyPost) et Iván Sosa (Movistar) et l'Italien Alessandro Covi (UAE Emirates). Ils sont rejoints par trois autres coureurs : le Britannique James Knox (Quick-Step Alpha Vinyl), le Français Nans Peters (AG2R Citroën) et Sylvain Moniquet.
Composé de onze coureurs, le groupe de front compte au maximum trois minutes d'avance sur le peloton, au passage dans Pecetto Torinese. Au sprint intermédiaire du Monument de Fausto Coppi, Oscar Riesebeek devance Diego Rosa ; avec une avance de vingt-trois secondes sur le groupe maillot rose et une minute et vingt-et-une secondes sur le groupe de l'Espagnol Alejandro Valverde (Movistar). L'échappée est reprise à soixante-huit kilomètres de l'arrivée.
Dans le premier tour du circuit autour de Turin, l'équipe Bora-Hansgrohe impose un rythme infernal. A soixante-cinq kilomètres de l'arrivée, le groupe maillot rose n'est plus composé que de douze coureurs, avec : l'Allemand Emanuel Buchmann (Bora-Hansgrohe), l'Australien Jai Hindley (Bora-Hansgrohe), le Britannique Simon Yates (BikeExchange Jayco), les trois Espagnols Mikel Landa et son coéquipier Pello Bilbao (Bahrain Victorious) et Juan Pedro López (Trek-Segafredo), l'Equatorien Richard Carapaz (INEOS Grenadiers), les deux Italiens Vincenzo Nibali (Astana Qazaqstan) et Domenico Pozzovivo (Intermarché-Wanty-Gobert Matériaux), le Néerlandais Wilco Kelderman (Bora-Hansgrohe), le Portugais João Almeida (UAE Emirates) et le Tchèque Jan Hirt (Intermarché-Wanty-Gobert Matériaux).
Au sommet de la première ascension de Superga, Wilco Kelderman passe en tête devant Jai Hindley, avec vingt-huit secondes d'avance sur le trio composé du Français Guillaume Martin (Cofidis), de Joe Dombrowski et de Ignotas Konovalovas et de une minute et cinquante-sept secondes sur le groupe Alejandro Valverde. Au sommet du Colle della Maddalena, Wilco Kelderman passe de nouveau en tête devant Jai Hindley ; le groupe Martin passe avec un retard d'une minute et cinquante-huit secondes et le groupe Valverde compte un débours de trois minutes et trente-et-une secondes.
A vingt-huit kilomètres de l'arrivée, Richard Carapaz attaque dans la seconde et dernière ascension de Superga ; l'Equatorien passe en tête, avec dix-sept secondes d'avance sur le groupe composé, entre autres, de Wilco Kelderman et João Almeida ; esseulé, le maillot rose Juan Pedro López compte un retard de quarante-cinq secondes. Le champion olympique équatorien est repris dans la seconde et dernière ascension du Colle della Maddalena ; au sommet, Carapaz passe en tête devant Nibali, Hindley et Yates, avec une avance de douze secondes sur le duo composé de Almeida et Pozzovivo. Le maillot rose compte un retard de plus de trois minutes.
Dans la descente technique vers Turin, Simon Yates s'extirpe du quatuor de front ; il s'impose cinq kilomètres plus tard, avec quinze secondes d'avance sur le trio, où Hindley devance Carapaz et Nibali. Pozzovivo arrive à trente-huit secondes, Almeida à trente-neuf et Landa à cinquante-et-une seconde. Juan Pedro López coupe la ligne avec un débours de quatre minutes et vingt-cinq secondes.
Au niveau des différents classements : Juan Pedro López perd le maillot rose, au profit de Richard Carapaz et également le maillot blanc, au profit de João Almeida. Le Français Arnaud Démare (Groupama FDJ) conserve le maillot violet et l'Italien Diego Rosa (Eolo-Kometa) le maillot bleu. L'équipe Bora-Hansgrohe mène au classement par équipes.

## Résultats

### Classement de l'étape
| \| Classement de l'étape \| Classement de l'étape \| Classement de l'étape \| Classement de l'étape \| Classement de l'étape \| \| Coureur \| Coureur \| Pays \| Équipe \| Temps \| \| --------------------- \| --------------------- \| --------------------- \| ---------------------------------- \| --------------------- \| \| 1er \| Simon Yates \| Royaume-Uni \| BikeExchange-Jayco \| 3 h 43 min 44 s \| \| 2e \| Jai Hindley \| Australie \| Bora-Hansgrohe \| + 15 s \| \| 3e \| Richard Carapaz \| Équateur \| Ineos Grenadiers \| + 15 s \| \| 4e \| Vincenzo Nibali \| Italie \| Astana Qazaqstan Team \| + 15 s \| \| 5e \| Domenico Pozzovivo \| Italie \| Intermarché-Wanty-Gobert Matériaux \| + 28 s \| \| 6e \| João Almeida \| Portugal \| UAE Team Emirates \| + 39 s \| \| 7e \| Mikel Landa \| Espagne \| Bahrain Victorious \| + 51 s \| \| 8e \| Pello Bilbao \| Espagne \| Bahrain Victorious \| + 51 s \| \| 9e \| Emanuel Buchmann \| Allemagne \| Bora-Hansgrohe \| + 1 min 10 s \| \| 10e \| Juan Pedro López \| Espagne \| Trek-Segafredo \| + 4 min 25 s \| |                    |             |                                    |                 |
| |                    |             |                                    |                 |
| Source : ProCyclingStats |                    |             |                                    |                 |
| Classement de l'étape |                    |             |                                    |                 |
| Coureur | Coureur            | Pays        | Équipe                             | Temps           |
| 1er | Simon Yates        | Royaume-Uni | BikeExchange-Jayco                 | 3 h 43 min 44 s |
| 2e | Jai Hindley        | Australie   | Bora-Hansgrohe                     | + 15 s          |
| 3e | Richard Carapaz    | Équateur    | Ineos Grenadiers                   | + 15 s          |
| 4e | Vincenzo Nibali    | Italie      | Astana Qazaqstan Team              | + 15 s          |
| 5e | Domenico Pozzovivo | Italie      | Intermarché-Wanty-Gobert Matériaux | + 28 s          |
| 6e | João Almeida       | Portugal    | UAE Team Emirates                  | + 39 s          |
| 7e | Mikel Landa        | Espagne     | Bahrain Victorious                 | + 51 s          |
| 8e | Pello Bilbao       | Espagne     | Bahrain Victorious                 | + 51 s          |
| 9e | Emanuel Buchmann   | Allemagne   | Bora-Hansgrohe                     | + 1 min 10 s    |
| 10e | Juan Pedro López   | Espagne     | Trek-Segafredo                     | + 4 min 25 s    |

### Points attribués pour le classement par points
| Sprint intermédiaire Mon. Fausto Coppi (km 76.2) | Sprint intermédiaire Mon. Fausto Coppi (km 76.2) | Sprint intermédiaire Mon. Fausto Coppi (km 76.2) | Sprint intermédiaire Mon. Fausto Coppi (km 76.2) | Sprint intermédiaire Mon. Fausto Coppi (km 76.2) |
| ------------------------------------------------ | ------------------------------------------------ | ------------------------------------------------ | ------------------------------------------------ | ------------------------------------------------ |
|                                                  | Coureur                                          | Pays                                             | Équipe                                           | Point(s)                                         |
| 1er                                              | Oscar Riesebeek                                  | Pays-Bas                                         | Alpecin-Fenix                                    | 12                                               |
| 2e                                               | Diego Rosa                                       | Italie                                           | Eolo-Kometa                                      | 8                                                |
| 3e                                               | James Knox                                       | Grande-Bretagne                                  | Quick-Step Alpha Vinyl                           | 6                                                |
| 4e                                               | Iván Sosa                                        | Colombie                                         | Movistar                                         | 5                                                |
| 5e                                               | Filippo Zana                                     | Italie                                           | Bardiani CSF Faizanè                             | 4                                                |
| 6e                                               | Joe Dombrowski                                   | États-Unis                                       | Astana Qazaqstan                                 | 3                                                |
| 7e                                               | Alessandro Covi                                  | Italie                                           | UAE Emirates                                     | 2                                                |
| 8e                                               | Diego Camargo                                    | Colombie                                         | EF Education-EasyPost                            | 1                                                |
| modifier                                         |                                                  |                                                  |                                                  |                                                  |

| Arrivée d'étape Turin (km 147) | Arrivée d'étape Turin (km 147) | Arrivée d'étape Turin (km 147) | Arrivée d'étape Turin (km 147)     | Arrivée d'étape Turin (km 147) |
| ------------------------------ | ------------------------------ | ------------------------------ | ---------------------------------- | ------------------------------ |
|                                | Coureur                        | Pays                           | Équipe                             | Point(s)                       |
| 1er                            | Simon Yates                    | Grande-Bretagne                | BikeExchange Jayco                 | 15                             |
| 2e                             | Jai Hindley                    | Australie                      | Bora-Hansgrohe                     | 12                             |
| 3e                             | Richard Carapaz                | Équateur                       | Ineos Grenadiers                   | 9                              |
| 4e                             | Vincenzo Nibali                | Italie                         | Astana Qazaqstan                   | 7                              |
| 5e                             | Domenico Pozzovivo             | Italie                         | Intermarché-Wanty-Gobert Matériaux | 6                              |
| 6e                             | João Almeida                   | Portugal                       | UAE Emirates                       | 5                              |
| 7e                             | Mikel Landa                    | Espagne                        | Bahrain Victorious                 | 4                              |
| 8e                             | Pello Bilbao                   | Espagne                        | Bahrain Victorious                 | 3                              |
| 9e                             | Emanuel Buchmann               | Allemagne                      | Bora-Hansgrohe                     | 2                              |
| 10e                            | Juan Pedro López               | Espagne                        | Trek-Segafredo                     | 1                              |
| modifier                       |                                |                                |                                    |                                |

### Points attribués pour le classement du meilleur grimpeur
| Il Pilonetto (km 43.3) 3e catégorie (3,6 km à 7,2%) | Il Pilonetto (km 43.3) 3e catégorie (3,6 km à 7,2%) | Il Pilonetto (km 43.3) 3e catégorie (3,6 km à 7,2%) | Il Pilonetto (km 43.3) 3e catégorie (3,6 km à 7,2%) | Il Pilonetto (km 43.3) 3e catégorie (3,6 km à 7,2%) |
| --------------------------------------------------- | --------------------------------------------------- | --------------------------------------------------- | --------------------------------------------------- | --------------------------------------------------- |
|                                                     | Coureur                                             | Pays                                                | Équipe                                              | Point(s)                                            |
| 1er                                                 | Diego Rosa                                          | Italie                                              | Eolo-Kometa                                         | 9                                                   |
| 2e                                                  | Ignatas Konovalovas                                 | Lituanie                                            | Groupama-FDJ                                        | 4                                                   |
| 3e                                                  | Joe Dombrowski                                      | États-Unis                                          | Astana Qazaqstan                                    | 2                                                   |
| 4e                                                  | Filippo Zana                                        | Italie                                              | Bardiani CSF Faizanè                                | 1                                                   |
| modifier                                            |                                                     |                                                     |                                                     |                                                     |

| Superga (Bric del Duca) (km 83.2) 2e catégorie (5,1 km à 8,2%) | Superga (Bric del Duca) (km 83.2) 2e catégorie (5,1 km à 8,2%) | Superga (Bric del Duca) (km 83.2) 2e catégorie (5,1 km à 8,2%) | Superga (Bric del Duca) (km 83.2) 2e catégorie (5,1 km à 8,2%) | Superga (Bric del Duca) (km 83.2) 2e catégorie (5,1 km à 8,2%) |
| -------------------------------------------------------------- | -------------------------------------------------------------- | -------------------------------------------------------------- | -------------------------------------------------------------- | -------------------------------------------------------------- |
|                                                                | Coureur                                                        | Pays                                                           | Équipe                                                         | Point(s)                                                       |
| 1er                                                            | Wilco Kelderman                                                | Pays-Bas                                                       | Bora-Hansgrohe                                                 | 18                                                             |
| 2e                                                             | Jai Hindley                                                    | Australie                                                      | Bora-Hansgrohe                                                 | 8                                                              |
| 3e                                                             | Emanuel Buchmann                                               | Allemagne                                                      | Bora-Hansgrohe                                                 | 6                                                              |
| 4e                                                             | Juan Pedro López                                               | Espagne                                                        | Trek-Segafredo                                                 | 4                                                              |
| 5e                                                             | Richard Carapaz                                                | Équateur                                                       | Ineos Grenadiers                                               | 2                                                              |
| 6e                                                             | Vincenzo Nibali                                                | Italie                                                         | Astana Qazaqstan                                               | 1                                                              |
| modifier                                                       |                                                                |                                                                |                                                                |                                                                |

| Colle della Maddalena (km 98.7) 2e catégorie (3,6 km à 7,3%) | Colle della Maddalena (km 98.7) 2e catégorie (3,6 km à 7,3%) | Colle della Maddalena (km 98.7) 2e catégorie (3,6 km à 7,3%) | Colle della Maddalena (km 98.7) 2e catégorie (3,6 km à 7,3%) | Colle della Maddalena (km 98.7) 2e catégorie (3,6 km à 7,3%) |
| ------------------------------------------------------------ | ------------------------------------------------------------ | ------------------------------------------------------------ | ------------------------------------------------------------ | ------------------------------------------------------------ |
|                                                              | Coureur                                                      | Pays                                                         | Équipe                                                       | Point(s)                                                     |
| 1er                                                          | Wilco Kelderman                                              | Pays-Bas                                                     | Bora-Hansgrohe                                               | 18                                                           |
| 2e                                                           | Jai Hindley                                                  | Australie                                                    | Bora-Hansgrohe                                               | 8                                                            |
| 3e                                                           | Emanuel Buchmann                                             | Allemagne                                                    | Bora-Hansgrohe                                               | 6                                                            |
| 4e                                                           | Richard Carapaz                                              | Équateur                                                     | Ineos Grenadiers                                             | 4                                                            |
| 5e                                                           | Vincenzo Nibali                                              | Italie                                                       | Astana Qazaqstan                                             | 2                                                            |
| 6e                                                           | Mikel Landa                                                  | Espagne                                                      | Bahrain Victorious                                           | 1                                                            |
| modifier                                                     |                                                              |                                                              |                                                              |                                                              |

| Superga (Bric del Duca) (km 119.7) 2e catégorie (5,1 km à 8,2%) | Superga (Bric del Duca) (km 119.7) 2e catégorie (5,1 km à 8,2%) | Superga (Bric del Duca) (km 119.7) 2e catégorie (5,1 km à 8,2%) | Superga (Bric del Duca) (km 119.7) 2e catégorie (5,1 km à 8,2%) | Superga (Bric del Duca) (km 119.7) 2e catégorie (5,1 km à 8,2%) |
| --------------------------------------------------------------- | --------------------------------------------------------------- | --------------------------------------------------------------- | --------------------------------------------------------------- | --------------------------------------------------------------- |
|                                                                 | Coureur                                                         | Pays                                                            | Équipe                                                          | Point(s)                                                        |
| 1er                                                             | Richard Carapaz                                                 | Équateur                                                        | Ineos Grenadiers                                                | 18                                                              |
| 2e                                                              | Pello Bilbao                                                    | Espagne                                                         | Bahrain Victorious                                              | 8                                                               |
| 3e                                                              | João Almeida                                                    | Portugal                                                        | UAE Emirates                                                    | 6                                                               |
| 4e                                                              | Mikel Landa                                                     | Espagne                                                         | Bahrain Victorious                                              | 4                                                               |
| 5e                                                              | Emanuel Buchmann                                                | Allemagne                                                       | Bora-Hansgrohe                                                  | 2                                                               |
| 6e                                                              | Vincenzo Nibali                                                 | Italie                                                          | Astana Qazaqstan                                                | 1                                                               |
| modifier                                                        |                                                                 |                                                                 |                                                                 |                                                                 |

| \| Colle della Maddalena (km 98.7) 2e catégorie (3,6 km à 7,3%) \| Colle della Maddalena (km 98.7) 2e catégorie (3,6 km à 7,3%) \| Colle della Maddalena (km 98.7) 2e catégorie (3,6 km à 7,3%) \| Colle della Maddalena (km 98.7) 2e catégorie (3,6 km à 7,3%) \| Colle della Maddalena (km 98.7) 2e catégorie (3,6 km à 7,3%) \| \| ------------------------------------------------------------ \| ------------------------------------------------------------ \| ------------------------------------------------------------ \| ------------------------------------------------------------ \| ------------------------------------------------------------ \| \| \| Coureur \| Pays \| Équipe \| Point(s) \| \| 1er \| Richard Carapaz \| Équateur \| Ineos Grenadiers \| 18 \| \| 2e \| Vincenzo Nibali \| Italie \| Astana Qazaqstan \| 8 \| \| 3e \| Jai Hindley \| Australie \| Bora-Hansgrohe \| 6 \| \| 4e \| Simon Yates \| Grande-Bretagne \| BikeExchange Jayco \| 4 \| \| 5e \| Domenico Pozzovivo \| Italie \| Intermarché-Wanty-Gobert Matériaux \| 2 \| \| 6e \| João Almeida \| Portugal \| UAE Emirates \| 1 \| \| modifier \| \| \| \| \| |                    |                 |                                    |          |
| Colle della Maddalena (km 98.7) 2e catégorie (3,6 km à 7,3%) |                    |                 |                                    |          |
| | Coureur            | Pays            | Équipe                             | Point(s) |
| 1er | Richard Carapaz    | Équateur        | Ineos Grenadiers                   | 18       |
| 2e | Vincenzo Nibali    | Italie          | Astana Qazaqstan                   | 8        |
| 3e | Jai Hindley        | Australie       | Bora-Hansgrohe                     | 6        |
| 4e | Simon Yates        | Grande-Bretagne | BikeExchange Jayco                 | 4        |
| 5e | Domenico Pozzovivo | Italie          | Intermarché-Wanty-Gobert Matériaux | 2        |
| 6e | João Almeida       | Portugal        | UAE Emirates                       | 1        |
| modifier |                    |                 |                                    |          |

### Classements aux points intermédiaires
| Sprint intermédiaire Mon. Fausto Coppi (km 76.2) | Sprint intermédiaire Mon. Fausto Coppi (km 76.2) | Sprint intermédiaire Mon. Fausto Coppi (km 76.2) | Sprint intermédiaire Mon. Fausto Coppi (km 76.2) | Sprint intermédiaire Mon. Fausto Coppi (km 76.2) |
| ------------------------------------------------ | ------------------------------------------------ | ------------------------------------------------ | ------------------------------------------------ | ------------------------------------------------ |
|                                                  | Coureur                                          | Pays                                             | Équipe                                           | Point(s)                                         |
| 1er                                              | Oscar Riesebeek                                  | Pays-Bas                                         | Alpecin-Fenix                                    | 10                                               |
| 2e                                               | Diego Rosa                                       | Italie                                           | Eolo-Kometa                                      | 6                                                |
| 3e                                               | James Knox                                       | Grande-Bretagne                                  | Quick-Step Alpha Vinyl                           | 3                                                |
| 4e                                               | Iván Sosa                                        | Colombie                                         | Movistar                                         | 2                                                |
| 5e                                               | Filippo Zana                                     | Italie                                           | Bardiani CSF Faizanè                             | 1                                                |
| modifier                                         |                                                  |                                                  |                                                  |                                                  |

| Sprint intermédiaire Parco Del Nobile (km 142.5) | Sprint intermédiaire Parco Del Nobile (km 142.5) | Sprint intermédiaire Parco Del Nobile (km 142.5) | Sprint intermédiaire Parco Del Nobile (km 142.5) | Sprint intermédiaire Parco Del Nobile (km 142.5) |
| ------------------------------------------------ | ------------------------------------------------ | ------------------------------------------------ | ------------------------------------------------ | ------------------------------------------------ |
|                                                  | Coureur                                          | Pays                                             | Équipe                                           | Point(s)                                         |
| 1er                                              | Simon Yates                                      | Grande-Bretagne                                  | BikeExchange Jayco                               | 10                                               |
| 2e                                               | Richard Carapaz                                  | Équateur                                         | Ineos Grenadiers                                 | 6                                                |
| 3e                                               | Jai Hindley                                      | Australie                                        | Bora-Hansgrohe                                   | 3                                                |
| 4e                                               | Vincenzo Nibali                                  | Italie                                           | Astana Qazaqstan                                 | 2                                                |
| 5e                                               | Domenico Pozzovivo                               | Italie                                           | Intermarché-Wanty-Gobert Matériaux               | 1                                                |
| modifier                                         |                                                  |                                                  |                                                  |                                                  |

### Bonifications
|   | Coureur         | Pays            | Équipe             | Secondes |
| - | --------------- | --------------- | ------------------ | -------- |
| 1 | Simon Yates     | Grande-Bretagne | BikeExchange Jayco | 3 s      |
| 2 | Richard Carapaz | Équateur        | Ineos Grenadiers   | 2 s      |
| 3 | Jai Hindley     | Australie       | Bora-Hansgrohe     | 1 s      |

|   | Coureur         | Pays            | Équipe             | Secondes |
| - | --------------- | --------------- | ------------------ | -------- |
| 1 | Simon Yates     | Grande-Bretagne | BikeExchange Jayco | 10 s     |
| 2 | Jai Hindley     | Australie       | Bora-Hansgrohe     | 6 s      |
| 3 | Richard Carapaz | Équateur        | Ineos Grenadiers   | 4 s      |

## Classements à l'issue de l'étape

### Classement général
| \| Classement général \| Classement général \| Classement général \| Classement général \| Classement général \| \| Coureur \| Coureur \| Pays \| Équipe \| Temps \| \| ------------------ \| ------------------ \| ------------------ \| ---------------------------------- \| ------------------ \| \| 1er \| Richard Carapaz \| Équateur \| Ineos Grenadiers \| 58 h 21 min 28 s \| \| 2e \| Jai Hindley \| Australie \| Bora-Hansgrohe \| + 7 s \| \| 3e \| João Almeida \| Portugal \| UAE Team Emirates \| + 30 s \| \| 4e \| Mikel Landa \| Espagne \| Bahrain Victorious \| + 59 s \| \| 5e \| Domenico Pozzovivo \| Italie \| Intermarché-Wanty-Gobert Matériaux \| + 1 min 01 s \| \| 6e \| Pello Bilbao \| Espagne \| Bahrain Victorious \| + 1 min 52 s \| \| 7e \| Emanuel Buchmann \| Allemagne \| Bora-Hansgrohe \| + 1 min 58 s \| \| 8e \| Vincenzo Nibali \| Italie \| Astana Qazaqstan Team \| + 2 min 58 s \| \| 9e \| Juan Pedro López \| Espagne \| Trek-Segafredo \| + 4 min 04 s \| \| 10e \| Alejandro Valverde \| Espagne \| Movistar Team \| + 9 min 06 s \| |                    |           |                                    |                  |
| |                    |           |                                    |                  |
| Source : ProCyclingStats |                    |           |                                    |                  |
| Classement général |                    |           |                                    |                  |
| Coureur | Coureur            | Pays      | Équipe                             | Temps            |
| 1er | Richard Carapaz    | Équateur  | Ineos Grenadiers                   | 58 h 21 min 28 s |
| 2e | Jai Hindley        | Australie | Bora-Hansgrohe                     | + 7 s            |
| 3e | João Almeida       | Portugal  | UAE Team Emirates                  | + 30 s           |
| 4e | Mikel Landa        | Espagne   | Bahrain Victorious                 | + 59 s           |
| 5e | Domenico Pozzovivo | Italie    | Intermarché-Wanty-Gobert Matériaux | + 1 min 01 s     |
| 6e | Pello Bilbao       | Espagne   | Bahrain Victorious                 | + 1 min 52 s     |
| 7e | Emanuel Buchmann   | Allemagne | Bora-Hansgrohe                     | + 1 min 58 s     |
| 8e | Vincenzo Nibali    | Italie    | Astana Qazaqstan Team              | + 2 min 58 s     |
| 9e | Juan Pedro López   | Espagne   | Trek-Segafredo                     | + 4 min 04 s     |
| 10e | Alejandro Valverde | Espagne   | Movistar Team                      | + 9 min 06 s     |

| Classement par points | Classement par points | Classement par points | Classement par points           | Classement par points |
| Coureur               | Coureur               | Pays                  | Équipe                          | Points                |
| --------------------- | --------------------- | --------------------- | ------------------------------- | --------------------- |
| 1er                   | Arnaud Démare         | France                | Groupama-FDJ                    | 238 pts               |
| 2e                    | Mark Cavendish        | Royaume-Uni           | Quick-Step Alpha Vinyl          | 121 pts               |
| 3e                    | Fernando Gaviria      | Colombie              | UAE Team Emirates               | 117 pts               |
| 4e                    | Mathieu van der Poel  | Pays-Bas              | Alpecin-Fenix                   | 90 pts                |
| 5e                    | Alberto Dainese       | Italie                | Team DSM                        | 81 pts                |
| 6e                    | Phil Bauhaus          | Allemagne             | Bahrain Victorious              | 72 pts                |
| 7e                    | Filippo Tagliani      | Italie                | Drone Hopper-Androni Giocattoli | 70 pts                |
| 8e                    | Simone Consonni       | Italie                | Cofidis                         | 67 pts                |
| 9e                    | Thomas De Gendt       | Belgique              | Lotto-Soudal                    | 53 pts                |
| 10e                   | Richard Carapaz       | Équateur              | Ineos Grenadiers                | 42 pts                |

| Classement par points | Classement par points | Classement par points | Classement par points           | Classement par points |
| Coureur               | Coureur               | Pays                  | Équipe                          | Points                |
| --------------------- | --------------------- | --------------------- | ------------------------------- | --------------------- |
| 1er                   | Arnaud Démare         | France                | Groupama-FDJ                    | 238 pts               |
| 2e                    | Mark Cavendish        | Royaume-Uni           | Quick-Step Alpha Vinyl          | 121 pts               |
| 3e                    | Fernando Gaviria      | Colombie              | UAE Team Emirates               | 117 pts               |
| 4e                    | Mathieu van der Poel  | Pays-Bas              | Alpecin-Fenix                   | 90 pts                |
| 5e                    | Alberto Dainese       | Italie                | Team DSM                        | 81 pts                |
| 6e                    | Phil Bauhaus          | Allemagne             | Bahrain Victorious              | 72 pts                |
| 7e                    | Filippo Tagliani      | Italie                | Drone Hopper-Androni Giocattoli | 70 pts                |
| 8e                    | Simone Consonni       | Italie                | Cofidis                         | 67 pts                |
| 9e                    | Thomas De Gendt       | Belgique              | Lotto-Soudal                    | 53 pts                |
| 10e                   | Richard Carapaz       | Équateur              | Ineos Grenadiers                | 42 pts                |

| Classement de la montagne | Classement de la montagne | Classement de la montagne | Classement de la montagne       | Classement de la montagne |
| Coureur                   | Coureur                   | Pays                      | Équipe                          | Points                    |
| ------------------------- | ------------------------- | ------------------------- | ------------------------------- | ------------------------- |
| 1er                       | Diego Rosa                | Italie                    | Eolo-Kometa                     | 92 pts                    |
| 2e                        | Koen Bouwman              | Pays-Bas                  | Jumbo-Visma                     | 69 pts                    |
| 3e                        | Jai Hindley               | Australie                 | Bora-Hansgrohe                  | 62 pts                    |
| 4e                        | Richard Carapaz           | Équateur                  | Ineos Grenadiers                | 56 pts                    |
| 5e                        | Lennard Kämna             | Allemagne                 | Bora-Hansgrohe                  | 43 pts                    |
| 6e                        | Wilco Kelderman           | Pays-Bas                  | Bora-Hansgrohe                  | 36 pts                    |
| 7e                        | Bauke Mollema             | Pays-Bas                  | Trek-Segafredo                  | 30 pts                    |
| 8e                        | Wout Poels                | Pays-Bas                  | Bahrain Victorious              | 27 pts                    |
| 9e                        | Natnael Tesfatsion        | Érythrée                  | Drone Hopper-Androni Giocattoli | 26 pts                    |
| 10e                       | Davide Formolo            | Italie                    | UAE Team Emirates               | 25 pts                    |

| Classement de la montagne | Classement de la montagne | Classement de la montagne | Classement de la montagne       | Classement de la montagne |
| Coureur                   | Coureur                   | Pays                      | Équipe                          | Points                    |
| ------------------------- | ------------------------- | ------------------------- | ------------------------------- | ------------------------- |
| 1er                       | Diego Rosa                | Italie                    | Eolo-Kometa                     | 92 pts                    |
| 2e                        | Koen Bouwman              | Pays-Bas                  | Jumbo-Visma                     | 69 pts                    |
| 3e                        | Jai Hindley               | Australie                 | Bora-Hansgrohe                  | 62 pts                    |
| 4e                        | Richard Carapaz           | Équateur                  | Ineos Grenadiers                | 56 pts                    |
| 5e                        | Lennard Kämna             | Allemagne                 | Bora-Hansgrohe                  | 43 pts                    |
| 6e                        | Wilco Kelderman           | Pays-Bas                  | Bora-Hansgrohe                  | 36 pts                    |
| 7e                        | Bauke Mollema             | Pays-Bas                  | Trek-Segafredo                  | 30 pts                    |
| 8e                        | Wout Poels                | Pays-Bas                  | Bahrain Victorious              | 27 pts                    |
| 9e                        | Natnael Tesfatsion        | Érythrée                  | Drone Hopper-Androni Giocattoli | 26 pts                    |
| 10e                       | Davide Formolo            | Italie                    | UAE Team Emirates               | 25 pts                    |

| Classement du meilleur jeune | Classement du meilleur jeune | Classement du meilleur jeune | Classement du meilleur jeune | Classement du meilleur jeune |
| Coureur                      | Coureur                      | Pays                         | Équipe                       | Temps                        |
| ---------------------------- | ---------------------------- | ---------------------------- | ---------------------------- | ---------------------------- |
| 1er                          | João Almeida                 | Portugal                     | UAE Team Emirates            | 58 h 21 min 58 s             |
| 2e                           | Juan Pedro López             | Espagne                      | Trek-Segafredo               | + 3 min 34 s                 |
| 3e                           | Thymen Arensman              | Pays-Bas                     | Team DSM                     | + 11 min 17 s                |
| 4e                           | Santiago Buitrago            | Colombie                     | Bahrain Victorious           | + 22 min 15 s                |
| 5e                           | Pavel Sivakov                | France                       | Ineos Grenadiers             | + 25 min 07 s                |
| 6e                           | Iván Sosa                    | Colombie                     | Movistar Team                | + 33 min 35 s                |
| 7e                           | Luca Covili                  | Italie                       | Bardiani CSF Faizanè         | + 37 min 36 s                |
| 8e                           | Mauri Vansevenant            | Belgique                     | Quick-Step Alpha Vinyl       | + 39 min 40 s                |
| 9e                           | Tobias Foss                  | Norvège                      | Jumbo-Visma                  | + 52 min 56 s                |
| 10e                          | Vadim Pronskiy               | Kazakhstan                   | Astana Qazaqstan Team        | + 53 min 21 s                |

| Classement du meilleur jeune | Classement du meilleur jeune | Classement du meilleur jeune | Classement du meilleur jeune | Classement du meilleur jeune |
| Coureur                      | Coureur                      | Pays                         | Équipe                       | Temps                        |
| ---------------------------- | ---------------------------- | ---------------------------- | ---------------------------- | ---------------------------- |
| 1er                          | João Almeida                 | Portugal                     | UAE Team Emirates            | 58 h 21 min 58 s             |
| 2e                           | Juan Pedro López             | Espagne                      | Trek-Segafredo               | + 3 min 34 s                 |
| 3e                           | Thymen Arensman              | Pays-Bas                     | Team DSM                     | + 11 min 17 s                |
| 4e                           | Santiago Buitrago            | Colombie                     | Bahrain Victorious           | + 22 min 15 s                |
| 5e                           | Pavel Sivakov                | France                       | Ineos Grenadiers             | + 25 min 07 s                |
| 6e                           | Iván Sosa                    | Colombie                     | Movistar Team                | + 33 min 35 s                |
| 7e                           | Luca Covili                  | Italie                       | Bardiani CSF Faizanè         | + 37 min 36 s                |
| 8e                           | Mauri Vansevenant            | Belgique                     | Quick-Step Alpha Vinyl       | + 39 min 40 s                |
| 9e                           | Tobias Foss                  | Norvège                      | Jumbo-Visma                  | + 52 min 56 s                |
| 10e                          | Vadim Pronskiy               | Kazakhstan                   | Astana Qazaqstan Team        | + 53 min 21 s                |

| Classement par équipes | Classement par équipes             | Classement par équipes | Classement par équipes |
| Équipe                 | Équipe                             | Pays                   | Temps                  |
| ---------------------- | ---------------------------------- | ---------------------- | ---------------------- |
| 1re                    | Bora-Hansgrohe                     | Allemagne              | 175 h 07 min 44 s      |
| 2e                     | Bahrain Victorious                 | Bahreïn                | + 7 min 19 s           |
| 3e                     | Intermarché-Wanty-Gobert Matériaux | Belgique               | + 8 min 05 s           |
| 4e                     | Trek-Segafredo                     | États-Unis             | + 39 min 02 s          |
| 5e                     | Ineos Grenadiers                   | Royaume-Uni            | + 48 min 48 s          |
| 6e                     | Astana Qazaqstan Team              | Kazakhstan             | + 1 h 00 min 26 s      |
| 7e                     | Jumbo-Visma                        | Pays-Bas               | + 1 h 05 min 23 s      |
| 8e                     | UAE Team Emirates                  | Émirats arabes unis    | + 1 h 06 min 34 s      |
| 9e                     | BikeExchange-Jayco                 | Australie              | + 1 h 13 min 07 s      |
| 10e                    | Movistar Team                      | Espagne                | + 1 h 16 min 03 s      |

| Classement par équipes | Classement par équipes             | Classement par équipes | Classement par équipes |
| Équipe                 | Équipe                             | Pays                   | Temps                  |
| ---------------------- | ---------------------------------- | ---------------------- | ---------------------- |
| 1re                    | Bora-Hansgrohe                     | Allemagne              | 175 h 07 min 44 s      |
| 2e                     | Bahrain Victorious                 | Bahreïn                | + 7 min 19 s           |
| 3e                     | Intermarché-Wanty-Gobert Matériaux | Belgique               | + 8 min 05 s           |
| 4e                     | Trek-Segafredo                     | États-Unis             | + 39 min 02 s          |
| 5e                     | Ineos Grenadiers                   | Royaume-Uni            | + 48 min 48 s          |
| 6e                     | Astana Qazaqstan Team              | Kazakhstan             | + 1 h 00 min 26 s      |
| 7e                     | Jumbo-Visma                        | Pays-Bas               | + 1 h 05 min 23 s      |
| 8e                     | UAE Team Emirates                  | Émirats arabes unis    | + 1 h 06 min 34 s      |
| 9e                     | BikeExchange-Jayco                 | Australie              | + 1 h 13 min 07 s      |
| 10e                    | Movistar Team                      | Espagne                | + 1 h 16 min 03 s      |

## Abandons
- Cees Bol (Team DSM) : non-partant
- Tom Dumoulin (Jumbo-Visma) : abandon
- Alexander Krieger (Alpecin-Fenix) : non-partant
- Giacomo Nizzolo (Israel-Premier Tech) : non-partant